# Daniels (Wisconsin)
Daniels es un pueblo ubicado en el condado de Burnett en el estado estadounidense de Wisconsin. En el Censo de 2010 tenía una población de 649 habitantes y una densidad poblacional de 7,01 personas por km².

## Geografía
Daniels se encuentra ubicado en las coordenadas 45°46′19″N 92°27′59″O / 45.77194, -92.46639. Según la Oficina del Censo de los Estados Unidos, Daniels tiene una superficie total de 92.62 km², de la cual 87.25 km² corresponden a tierra firme y (5.8%) 5.37 km² es agua.

## Demografía
Según el censo de 2010, había 649 personas residiendo en Daniels. La densidad de población era de 7,01 hab./km². De los 649 habitantes, Daniels estaba compuesto por el 97.07% blancos, el 0% eran afroamericanos, el 0.31% eran amerindios, el 0.46% eran asiáticos, el 0% eran isleños del Pacífico, el 0.46% eran de otras razas y el 1.69% pertenecían a dos o más razas. Del total de la población el 1.39% eran hispanos o latinos de cualquier raza.